# Régua T
Régua T é um instrumento próprio para desenho técnico. Assim como a régua paralela é uma régua utilizada para apoiar o esquadro ou para traçar linhas paralelas quando apoiada na mesa de desenhos, possui em média 80 cm e normalmente é de madeira com detalhes em acrílico.
Régua T é uma régua de forma da letra T, e tem como benefício ajudar o desenhador durante o desenho. 